# Поярков, Николай Владимирович
Никола́й Влади́мирович Поя́рков (род. 16 октября 1999, Ефремов, Тульская область) — российский футболист, защитник.

## Карьера
Начал заниматься футболом с отцом в родном городе, впоследствии прошёл просмотр в московском «Спартаке». После восьми лет в клубе перешёл в «Локомотив». В составе «железнодорожников» играл в молодёжном первенстве, юношеской лиге УЕФА, где поразил ворота сверстников из «Шальке» и команде «Локомотив-Казанка» в ПФЛ.
Летом 2019 был приобретён «Ростовом» за 300 тысяч евро, после чего отдан в аренду казанскому «Рубину». «Локомотив» сохранил за собой приоритетное право обратного выкупа игрока. Дебютировал в премьер-лиге 25 октября 2019 года в матче против «Урала». В сезоне 2023/24 годов вышел на поле в первом туре чемпионата в составе «Ростова».
В сентябре 2023 года перешёл в воронежский «Факел» на правах аренды. Вышел на поле всего один раз — в гостевом кубковом матче против «Оренбурга» (4:2). 28 мая 2024 года вернулся в «Ростов».
25 июля 2024 года отправился в аренду в «СКА-Хабаровск» до конца сезона 2024/25.

## Достижения
«Казанка»
- Серебряный призёр первенства ПФЛ: 2018/2019 (зона «Запад»)
- Бронзовый призёр первенства ПФЛ: 2017/2018 (зона «Запад»)